# 75 mm Mle 1905 TR
Il Canon de 75 modèle 1905 a tir rapide, abbreviato in 75 Mle 1905 TR era un cannone da campagna belga, impiegato sia nella prima che nella seconda guerra mondiale. Era una copia su licenza del cannone da esportazione tedesco Krupp 7,5 cm M. 1903, prodotta dalla Fonderie Royale de Canons (FRC). La produzione continuò fino allo scoppio della Grande Guerra, quando i tedeschi occuparono la fabbrica nel 1914. Tra le due guerre mondiali l'affusto venne modificato, sostituendo la coda unica con due cosce divaricabili, in modo da aumentare l'elevazione della bocca da fuoco; tale versione venne denominata 75 Mle 1905 TRA, dove "A" sta per articulé (affusto articolato). Al momento dell'invasione tedesca del Belgio nel 1940, il pezzo costituiva l'ossatura dell'artiglieria da campagna belga insieme al 75 mm Mle GPIII. Dopo la resa la Wehrmacht equipaggiò le sue forze di occupazione con i pezzi catturati, denominati 7,5 cm Feldkanone 235(b). Alcuni di questi vennero trasferiti anche all'Ungheria.